# Allium orunbaii
Allium orunbaii är en amaryllisväxtart som beskrevs av Furkat Orunbaevich Khassanov och Reinhard M. Fritsch. Allium orunbaii ingår i släktet lökar, och familjen amaryllisväxter.
Artens utbredningsområde är Uzbekistan. Inga underarter finns listade i Catalogue of Life.